# زدنکوو
زدنکوو (به لاتین: Zdeňkov) یک منطقهٔ مسکونی در جمهوری چک است که در شهرستان ییهلاوا واقع شده‌است. زدنکوو ۴ کیلومتر مربع مساحت و ۵۱ نفر جمعیت دارد و ۶۳۴ متر بالاتر از سطح دریا واقع شده‌است.